# Sankt Olofs kyrka, Tyrvis
Tyrvis Sankt Olofs kyrka (finska: Tyrvään Pyhän Olavin kirkko) från cirka 1510–1516 är en senmedeltida gråstenskyrka i Sastamala i landskapet Birkaland i Finland. Kyrkan ligger vid sjön Rautavesi.

## Kalliala (Tyrvis)
Kalliala (Tyrvis) avskildes från Sastamala kyrksocken i början av 1400-talet. Sastamala förvaltningssocken delades mellan 1426 och 1439 i Övre Sastamala (Karkku) och Nedre Sastamala (Tyrvis). Av allt att döma delades kyrksocknen vid samma tid i Sastamala och Kalliala. Kalliala nämns första gången år 1462 men var då en gammal kyrksocken.

## Brand och återuppbyggnad
Kyrkans tidigare som talkoarbete omlagda spåntak och väl bevarade 1700-tals interiör totalförstördes vid en mordbrand den 21 september 1997.
Återuppbyggnaden pågick 1997–2003. Cirka 1200 personer deltog i genomförandet i enlighet med Museiverkets och arkitekt Ulla Raholas planer och ritningar, som godkänts av församlingen. Konstnärerna Kuutti Lavonen och Osmo Rauhala utsågs att utföra utsmyckningen av kyrkan och skapade 101 målningar under fyra somrar, direkt på plats i den ouppvärmda kyrkan, som inte har någon el. Konstnärerna erhöll 2009 både Suomi-priset, Undervisnings- och kulturministeriets i Finland årliga kulturpris, och Kyrkans kulturpris för den konstnärliga utsmyckningen av kyrkan. Kuutti Lavonen, Osmo Rauhala och Pirjo Silveri har dokumenterat kyrkans historia och de nya målningarna i en tvåspråkig (finska, engelska) bok, St. Olaf's Church in Tyrvää.  

## Bildgalleri

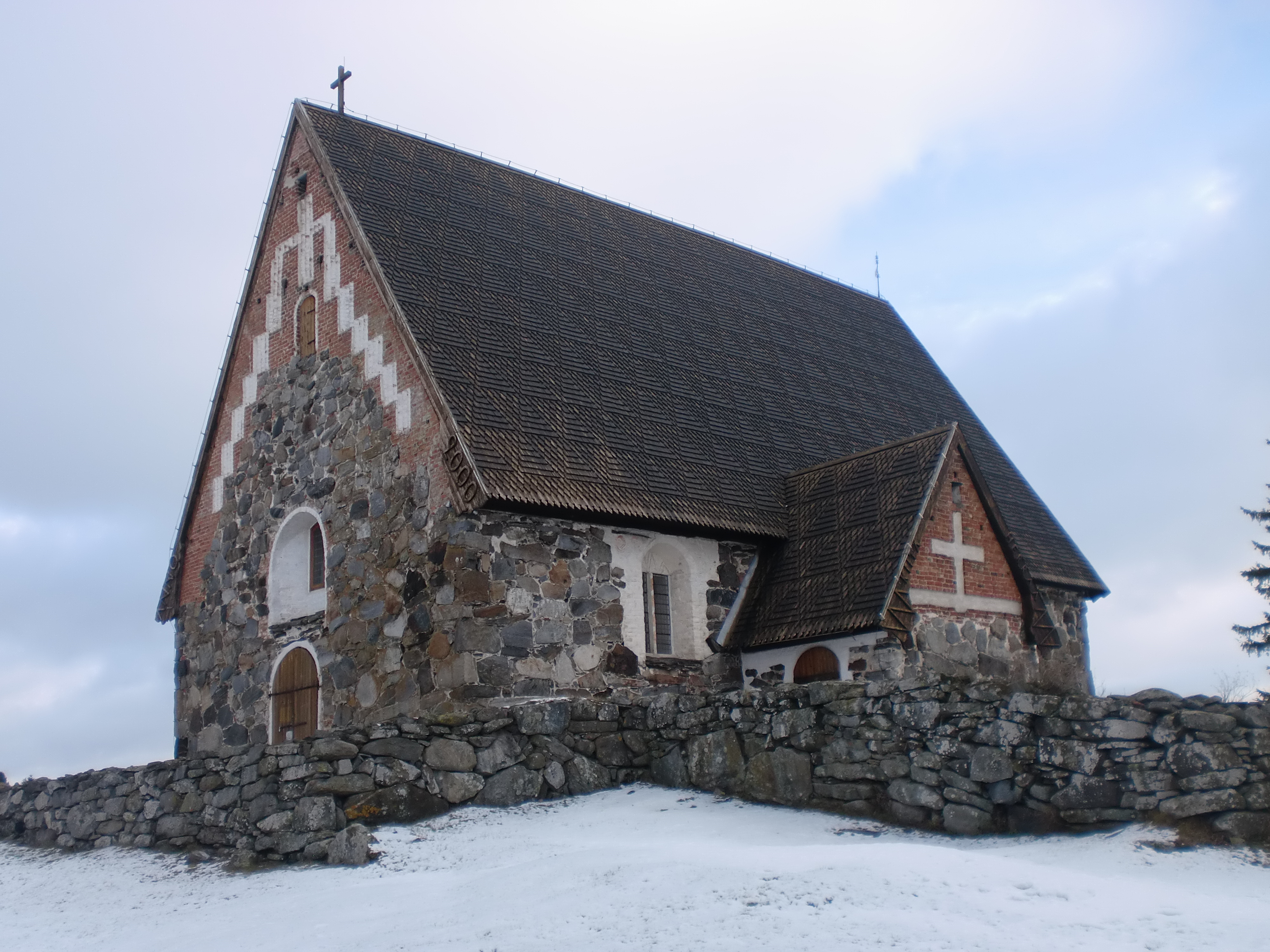
Tyrvis Sankt Olofs kyrka
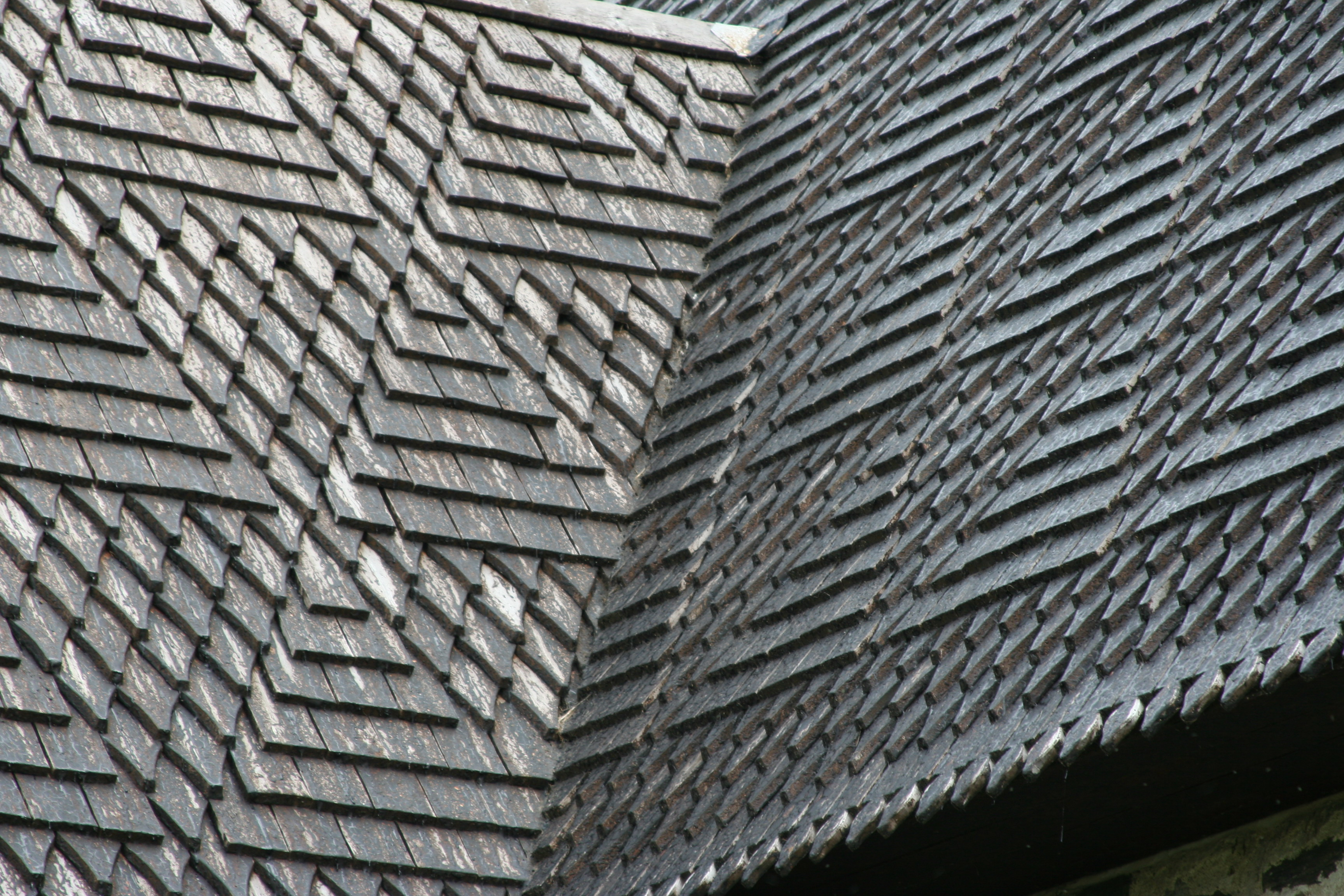
Tyrvis Sankt Olofs kyrka, spåntak
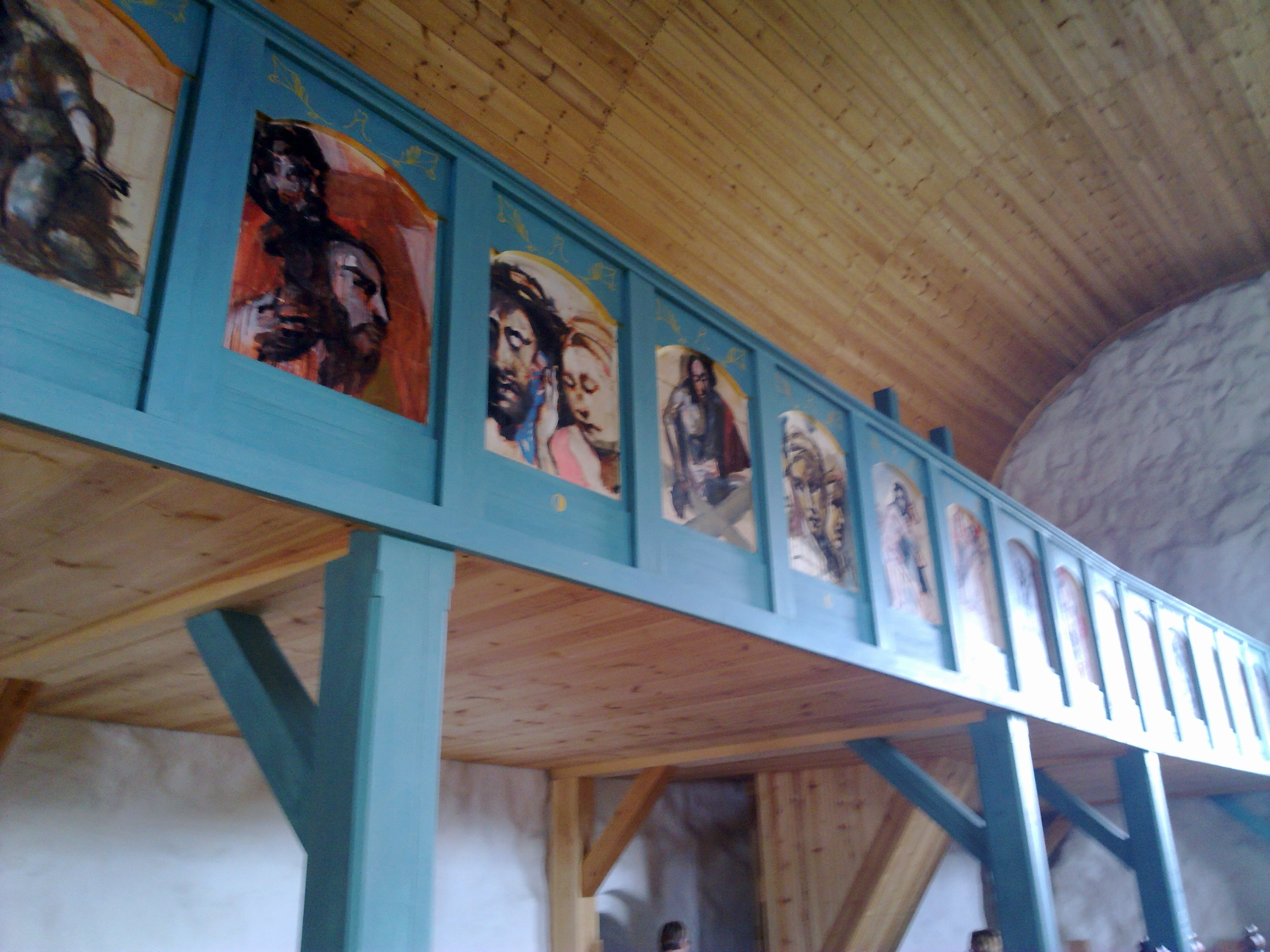
Norra läktaren, 2010, med bilder av Kuutti Lavonen